# Lord Falconer of Halkerton
Lord Falconer, of Halkerton (auch Halkertoun), war ein erblicher britischer Adelstitel in der Peerage of Scotland.
Die territoriale Widmung bezieht sich auf den damaligen Familiensitz der Lords, Halkerton in Kincardineshire.

## Verleihung
König Karl I. schuf den Titel durch Letters Patent am 20. Dezember 1647 für den schottischen Juristen Sir Alexander Falconer. Der Titel wurde mit dem besonderen Zusatz verliehen, dass er in Ermangelung direkter männlicher Nachkommen auch an sonstige männliche Verwandte übergehen könne (remainder to his heirs-male whatsoever).
1778, nach dem Tod seines Verwandten George Keith, 9. Earl Marischal, erreichte der 7. Lord, dass ihm auch der Titel 5. Earl of Kintore zugesprochen und bestätigt wurde. Sein Anspruch auf diesen, seit dem Tod des William Keith, 4. Earl of Kintore 1761 ruhenden Titel rührte daher, dass seine Großmutter die Schwester dieses 4. Earls war. Er wurde zugleich auch erblicher Clan Chief des Clan Keith und änderte daraufhin seinen Nachnamen in Keith-Falconer. Die Lordwürde war fortan ein nachgeordneter Titel des jeweiligen Earls of Kintore, bis der 10. Earl am 26. Mai 1966 kinderlos starb. Der Earlstitel fiel daraufhin an seine Schwester Ethel Sydney Keith-Falconer als 11. Countess, der Lordtitel ruht seither, da es bislang keinem männlichen Verwandten gelang, seinen Erbanspruch auf den Titel rechtswirksam zu beweisen.

## Liste der Lords Falconer of Halkerton (1647)
- Alexander Falconer, 1. Lord Falconer of Halkerton (1595–1671)
- Alexander Falconer, 2. Lord Falconer of Halkerton (1620–1684)
- David Falconer, 3. Lord Falconer of Halkerton (1668–1724)
- David Falconer, 4. Lord Falconer of Halkerton (1681–1751)
- Alexander Falconer, 5. Lord Falconer of Halkerton (1707–1762)
- William Falconer, 6. Lord Falconer of Halkerton (1712–1776)
- Anthony Keith-Falconer, 5. Earl of Kintore, 7. Lord Falconer of Halkerton († 1804)
- William Keith-Falconer, 6, Earl of Kintore, 8. Lord Falconer of Halkerton (1766–1812)
- Anthony Keith-Falconer, 7. Earl of Kintore, 9. Lord Falconer of Halkerton (1794–1844)
- Francis Keith-Falconer, 8. Earl of Kintore, 10. Lord Falconer of Halkerton (1828–1880)
- Algernon Keith-Falconer, 9. Earl of Kintore, 11. Lord Falconer of Halkerton (1852–1930)
- Arthur Keith, 10. Earl of Kintore, 12. Lord Falconer of Halkerton (1879–1966) (Titel ruhend)